# Swabi (Distrikt)
Der Distrikt Swabi ist ein Verwaltungsdistrikt in Pakistan in der Provinz Khyber Pakhtunkhwa. Sitz der Distriktverwaltung ist die gleichnamige Stadt Swabi.
Der Distrikt hat eine Fläche von 1543 km² und nach der Volkszählung von 2017 1.624.616 Einwohner. Die Bevölkerungsdichte beträgt 1053 Einwohner/km².

## Geografie
Der Distrikt befindet sich im Nordosten der Provinz Khyber Pakhtunkhwa, die sich im Norden von Pakistan befindet.

## Geschichte
Der Distrikt entstand 1988 aus Teilen von Mardan.

## Demografie
Zwischen 1998 und 2017 wuchs die Bevölkerung um jährlich 2,44 %. Von der Bevölkerung leben ca. 17 % in städtischen Regionen und ca. 83 % in ländlichen Regionen. In 214.209 Haushalten leben 815.526 Männer, 809.047 Frauen und 43 Transgender, woraus sich ein Geschlechterverhältnis von 100,8 Männer pro 100 Frauen ergibt und damit einen für Pakistan häufigen Männerüberschuss.
Die Alphabetisierungsrate in den Jahren 2014/15 bei der Bevölkerung über 10 Jahren liegt bei 49 % (Frauen: 34 %, Männer: 65 %) und damit unter dem Durchschnitt der Provinz Khyber Pakhtunkhwa von 53 %.
| Jahr | Einwohnerzahl |
| ---- | ------------- |
| 1972 | 507.631       |
| 1981 | 625.035       |
| 1998 | 1.026.804     |
| 2017 | 1.624.616     |